# 福祉展
中国国际福祉博览会暨中国国际康复博览会(英语：Care & Rehabilitation Expo China)，简称福祉展(CR Expo)，是由中国残疾人联合会主办的中国唯一一个国家部委级残疾人辅助器具博览会，也是中国最大的福祉及康复博览会。
2020中国国际福祉博览会暨中国国际康复博览会将于9月17-19日在北京国家会议中心举办。